# 常在
常在，為明代女官及清朝妃嫔位號。明代的常在為女官，為內廷職務官，並非妃嬪。清代的常在則是低級妃嬪。
明代的常在為慈寧宮、慈慶宮及東宮女官，是在皇太后或皇太子身邊侍候的女官。
清朝后宫总分为八个等级：皇后、皇贵妃、贵妃、妃、嫔、贵人、常在、答应。常在為第七个等级，答應之下還有官女子。依制，常在人數不限，每名常在由有三名宫女和两名太监、兩名辛者庫服役人侍候。